# Ексцентризъм
В популярната употреба, ексцентризъм или ексцентричност се отнася до необичайно или странно поведение от страна на даден индивид. Това поведение се възприема обикновено като необичайно или ненужно, без да е явно или очевидно неадекватно. То контрастира с „нормалното“ поведение, почти универсално средство, чрез което индивидите в обществото решават проблемите си и подреждат определени приоритети в ежедневието. Хората, които системно показват ексцентрично поведение биват наричани ексцентици или „чудаци“.
Някои характеристики на ексцентриците:
- Необичайно поведение
- Идеалисти
- Силно любопитство
- Вманиачени в хоби или хобита
- Знаят в самото начало на своето детство, че са различни от другите
- Високо интелигентни
- Упорити и прями
- Необичайни навици на живот или хранене
- Не се интересуват от становищата или компанията на другите
- Закачливо или злонамерено чувство за хумор